# 藤田和
藤田 和（ふじた のどか、2001年7月5日 - ）は、日本の女子バスケットボール選手である。ポジションはガード。ニックネームはケン。滋賀県出身。バスケットボール女子日本リーグの三菱電機コアラーズ所属。

## 来歴
岐阜女子高校在学中、U17日本代表に選ばれワールドカップに出場。
2020年、三菱電機にアーリーエントリーで加入。

## 経歴
- 岐阜女子高 - 三菱電機（2020年〜）

## 日本代表歴
- 2018年U17ワールドカップ